# Албрехт Пруски (1809–1872)
Фридрих Хайнрих Албрехт Пруски (на немски: Albrecht Prinz von Preussen; Friedrich Heinrich Albrecht Prinz von Preussen; * 4 октомври 1809 в Кьонигсберг, Прусия; † 14 октомври 1872 в Берлин) от род Хоенцолерн е принц от Кралство Прусия и генерал-полковник в пруската войска.
Той е син, най-малкото дете, на пруския крал Фридрих Вилхелм III (1770 – 1840), упр. 1797 – 1840 г., и на съпругата му херцогиня Луиза фон Мекленбург-Щрелиц (1776 – 1810), дъщеря на великия херцог Карл II фон Мекленбург-Щрелиц (1741 – 1816) и принцеса Фридерика Каролина Луиза фон Хесен-Дармщат (1752 – 1782).
Брат е на Фридрих Вилхелм IV (1795 – 1864), крал на Прусия, Вилхелм I (1797 – 1888), император на Прусия, Карл Александер Пруски (1801 – 1883), пруски генерал-фелдмаршал, Шарлота (1798 – 1860), императрица на Русия, съпруга на руския император Николай I, на Александрина (1803 – 1892), съпруга на велик херцог Павел Фридрих фон Мекленбург-Шверин, и на Луиза (1808 – 1870), съпруга на херцог Фредерик ван Орание-Насау.
Албрехт влиза на 10 години в пруската войска. Той трябва да се измести от Берлин в Дрезден и там построява (1850 – 1854) дворец Албрехтсберг.
Албрехт Пруски умира на 14 октомври 1872 г. на 63 години в Берлин.

## Фамилия
Албрехт Пруски се жени на 14 септември 1830 г. в Хага за принцеса Мариана Нидерланска фон Орания-Насау (* 9 май 1810; † 29 май 1883), дъщеря на крал Вилхелм Фридрих I Нидерландски (1772 – 1843) и принцеса Вилхелмина Пруска (1774 – 1837). Те се развеждат на 28 март 1849 г. Те имат децата:
- Фридерика Луиза Вилхелмина Мариана Шарлота (* 21 юни 1831, дворец Шьонхаузен, близо до Берлин; † 30 март 1855, Майнинген), омъжена на 18 май 1850 г. в Шарлотенбург за принц (херцог от 1866) Георг II фон Саксония-Майнинген (* 2 април 1826, Майнинген; † 25 юни 1914, Вилдунген)
- син (*/† 4 декември 1832)
- Фридрих Вилхелм Николаус Албрехт (* 8 май 1837, Берлин; † 13 септември 1906, Каменц), женен на 9 април 1873 г. в Берлин за принцеса Мария фон Саксония-Алтенбург (* 2 август 1854, Айзенберг; † 8 октомври 1898, дворец Каменц)
- Фридерика Луиза Вилхелмина Елизабет (* 27 август 1840, Каменц; † 9 октомври 1840, Каменц)
- Фридерика Вилхелмина Луиза Елизабет Александрина (* 1 февруари 1842, Берлин; † 26 март 1906, в дворец Марли близо до Потсдам), омъжена на 9 декември 1865 г. в Берлин за херцог Вилхелм фон Мекленбург (* 5 март 1827, Лудвигслуст; † 28 юли 1879, Хайделберг)

Разведената му съпруга има връзка с Йоханес ван Росум (* 1820) и има с него син Йохан Вилем ван Райнхартсхаузен
(1849 – 1861).
Албрехт Пруски се жени втори път на 13 юни 1853 г. дворец Алтенщайн/Берлин (морган.) за Розалия Вилхелминя Йохана фон Раух (* 29 август 1820, Берлин; † 5 март 1879, дворец Албрехтсберг, близо до Дрезден), която е направена на 28 май 1853 г. на „графиня фон Хоенау“ и има с нея два сина, графове фон Хоенау:
- Георг Албрехт Вилхелм фон Хоенау (* 25 април 1854, дворец Албрехтсберг; † 28 октомври 1930, Бад Флинзбург), граф Хоенау, женен I. в Лорцендорф на 10 юли 1878 г. за графиня Лаура Заурма фон и цу дер Йелч (* 6 октомври 1857, Лорцендорф; † 24 февруари 1884, Потсдам), II. в Потсдам на 25 октомври 1887 г. за принцеса Маргарета фон Хоенлое-Йоринген (* 27 декември 1865, Потсдам; † 13 юни 1940, Дрезден)
- Бернхард Вилхелм Албрехт Фридрих фон Хоенау (* 21 май 1857, дворец Албрехтсберг; † 15 април 1914, Окселхермсдорф), женен в Бербисдорф на 21 юни 1881 г. за Шарлота фон дер Декен (* 23 април 1863, Мелкдорф; † 30 януари 1933, Берлин)